# Musca formosana
Musca formosana este o specie de muște din genul Musca, familia Muscidae, descrisă de Malloch în anul 1925. Conform Catalogue of Life specia Musca formosana nu are subspecii cunoscute.